# Cosmia brunnea
Cosmia brunnea là một loài bướm đêm trong họ Noctuidae.